# السجن السري بعين عودة
السجن السري بعين عودة هو موقع أسود للتعذيب تديره مديرية مراقبة التراب الوطني والمعروفة اختصارًا ب DST، هذا وتجدر الإشارة إلى أن وكالة المخابرات الداخلية المغربية من المتورطين في الانتهاكات المستمرة لحقوق الإنسان خاصة في هذا الموقع بالإضافة إلى السجن الشهير الآخر والذي يحمل اسم سجن تازمامرت.
خلال احتجاجات الربيع العربي، تم نقل السجناء من معتقل تمارة السري إلى السجن السري بعين عودة، ويقال أن الولايات المتحدة دفعت للملكة المغربية 20 مليون دولار قصد بناء هذا السجن.
ويشاع أنه يقع داخل محمية طبيعية في ملكية العائلة العلوية المالكة، على مقربة من مزرعة الراحل عبد الله بن محمد الخامس، كما يشتبه في أن هذا المكان لا يمكن الوصول إليه برا إلا عبر اختراق ممر المقر الملكي الذي يحرسه الأمن المغربي بالإضافة إلى الدرك الملكي.